# 고리대금
고리대금은 비싼 이자를 취하는 부도덕한 대출업이다.

## 같이 보기
- 사금융
- 대부업
- 제3금융권
- 마이크로크레딧
- 이자제한법